# Красновишерск
Красновишерск (рус. Красновишерск) град је у Русији у Пермском крају. Према попису становништва из 2010. у граду је живело 16099 становника.

## Становништво
| 1939.  | 1959.  | 1970.  | 1979.  | 1989.  | 2002.  | 2010.  |
| ------ | ------ | ------ | ------ | ------ | ------ | ------ |
| 15.027 | 15.207 | 14.944 | 15.917 | 18.652 | 18 260 | 16.099 |